# Endlicheria ferruginosa
Endlicheria ferruginosa är en lagerväxtart som beskrevs av Chanderb.. Endlicheria ferruginosa ingår i släktet Endlicheria och familjen lagerväxter. Inga underarter finns listade i Catalogue of Life.